# Xylopteryx
Xylopteryx là một chi bướm đêm thuộc họ Geometridae.